# Павел Заха
Павел Заха (чеськ. Pavel Zacha, 6 квітня 1997, Брно, Чехія) — чеський хокеїст, лівий нападник.
Срібний медаліст юніорського чемпіонату світу з хокею 2014-го року. У серпні 2013 здобув бронзову нагороду на Меморіалі Івана Глінки.
2 липня 2014-го на драфті іноземців КХЛ був обраний під загальним першим номером командою ОХЛ Сарнія Стінг.
І вже на початку серпня було оголошено про згоду Павла підписати угоду з командою наприкінці місяця, коли Заха прилетить до Північної Америки.
У складі молодіжної збірної Чехії учасник чемпіонатів світу 2014, 2015 і 2016.

## Статистика
| Сезон        | Клуб               | Ліга                  | Регулярний сезон | Регулярний сезон | Регулярний сезон | Регулярний сезон | Регулярний сезон | Плей-оф | Плей-оф | Плей-оф | Плей-оф | Плей-оф |
| Сезон        | Клуб               | Ліга                  | І                | Г                | П                | О                | ШХ               | І       | Г       | П       | О       | ШХ      |
| ------------ | ------------------ | --------------------- | ---------------- | ---------------- | ---------------- | ---------------- | ---------------- | ------- | ------- | ------- | ------- | ------- |
| 2013-14      | Бенаткі над Їжероу | 1 чеська хокейна ліга | 12               | 4                | 5                | 9                | 6                | -       | -       | -       | -       | -       |
| 2013-14      | Білі Тигржи        | Чеська екстраліга     | 38               | 4                | 4                | 8                | 10               | 3       | 0       | 0       | 0       | 0       |
| 2014-15      | Сарнія Стінг       | ОХЛ                   | 37               | 16               | 18               | 34               | 56               | 5       | 2       | 1       | 3       | 10      |
| 2015–16      | Сарнія Стінг       | ОХЛ                   | 51               | 28               | 36               | 64               | 97               | 7       | 6       | 7       | 13      | 16      |
| 2015–16      | Нью-Джерсі Девілс  | НХЛ                   | 1                | 0                | 2                | 2                | 0                | —       | —       | —       | —       | —       |
| 2015–16      | Олбані Девілс»     | АХЛ                   | 3                | 1                | 2                | 3                | 2                | 5       | 1       | 2       | 3       | 2       |
| 2016–17      | Нью-Джерсі Девілс  | НХЛ                   | 70               | 8                | 16               | 24               | 19               | —       | —       | —       | —       | —       |
| 2017–18      | Нью-Джерсі Девілс  | НХЛ                   | 69               | 8                | 17               | 25               | 30               | 5       | 0       | 0       | 0       | 6       |
| 2018–19      | Нью-Джерсі Девілс  | НХЛ                   | 61               | 13               | 12               | 25               | 15               | —       | —       | —       | —       | —       |
| 2018–19      | Бінгхемптон Девілс | АХЛ                   | 4                | 0                | 5                | 5                | 2                | —       | —       | —       | —       | —       |
| Усього в НХЛ | Усього в НХЛ       | Усього в НХЛ          | 201              | 29               | 47               | 76               | 64               | 5       | 0       | 0       | 0       | 6       |